# (25333) Britwenger
(25333) Britwenger est un astéroïde de la ceinture principale d'astéroïdes.

## Description
(25333) Britwenger est un astéroïde de la ceinture principale d'astéroïdes. Il fut découvert le 18 mai 1999 à Socorro (Nouveau-Mexique) par le projet LINEAR. Il présente une orbite caractérisée par un demi-grand axe de 2,31 UA, une excentricité de 0,17 et une inclinaison de 4,9° par rapport à l'écliptique.

## Compléments